# Liste der Nummer-eins-Hits in den US-Dancecharts (2017)
Dies ist eine Liste der Nummer-eins-Hits in den US-Dancecharts im Jahr 2017. Die Platzierungen in den Hot Dance/Electronic Songs (Singles) sowie den Top Dance/Electronic Albums (Alben) werden wöchentlich von Billboard ermittelt.

## Singles
| ← 2016 ← | Liste der Nummer-eins-Hits in den US-Dancecharts | Liste der Nummer-eins-Hits in den US-Dancecharts               | Liste der Nummer-eins-Hits in den US-Dancecharts | 2018 →                    |
| \| Zeitraum \| Wo. ges. \| Interpret \| Titel Autor(en) \| Zusätzliche Informationen \| \| (Zeitraum, Wochen auf Platz eins, Interpret, Titel, Autor[en], zusätzliche Informationen) \| \| \| \| \| \| ----------------------------------------------------------------------------------------- \| -------- \| -------------------------------------------------------------- \| ------------------------ \| ------------------------- \| \| 3. September 2016 – 10. März 2017 27 Wochen (insgesamt 27) \| 27 \| The Chainsmokers feat. Halsey \| Closer \| – \| \| 11. März 2017 – 17. März 2017 1 Woche (insgesamt 2) \| 2 \| The Chainsmokers \| Paris \| – \| \| 18. März 2017 – 24. März 2017 1 Woche (insgesamt 25) \| 25 \| The Chainsmokers & Coldplay \| Something Just Like This \| – \| \| 25. März 2017 – 31. März 2017 1 Woche (insgesamt 2) \| 2 \| The Chainsmokers \| Paris \| – \| \| 1. April 2017 – 5. Mai 2017 5 Wochen (insgesamt 25) \| 25 \| The Chainsmokers & Coldplay \| Something Just Like This \| – \| \| 6. Mai 2017 – 12. Mai 2017 1 Woche (insgesamt 7) \| 7 \| Zedd & Alessia Cara \| Stay \| – \| \| 13. Mai 2017 – 9. Juni 2017 4 Wochen (insgesamt 25) \| 25 \| The Chainsmokers & Coldplay \| Something Just Like This \| – \| \| 10. Juni 2017 – 23. Juni 2017 2 Wochen (insgesamt 7) \| 7 \| Zedd & Alessia Cara \| Stay \| – \| \| 24. Juni 2017 – 21. Juli 2017 4 Wochen (insgesamt 25) \| 25 \| The Chainsmokers & Coldplay \| Something Just Like This \| – \| \| 22. Juli 2017 – 18. August 2017 4 Wochen (insgesamt 7) \| 7 \| Zedd & Alessia Cara \| Stay \| – \| \| 19. August 2017 – 8. September 2017 3 Wochen (insgesamt 25) \| 25 \| The Chainsmokers & Coldplay \| Something Just Like This \| – \| \| 9. September 2017 – 29. September 2017 3 Wochen (insgesamt 3) \| 3 \| Calvin Harris feat. Pharrell Williams, Katy Perry und Big Sean \| Feels \| – \| \| 30. September 2017 – 17. November 2017 7 Wochen (insgesamt 25) \| 25 \| The Chainsmokers & Coldplay \| Something Just Like This \| – \| \| 18. November 2017 – 24. November 2017 1 Woche (insgesamt 11) \| 11 \| Selena Gomez & Marshmello \| Wolves \| – \| \| 25. November 2017 – 1. Dezember 2017 1 Woche (insgesamt 25) \| 25 \| The Chainsmokers & Coldplay \| Something Just Like This \| – \| \| 2. Dezember 2017 – 8. Dezember 2017 1 Woche (insgesamt 1) \| 1 \| Marshmello feat. Khalid \| Silence \| – \| \| 9. Dezember 2017 – 9. Februar 2018 9 Wochen (insgesamt 11) \| 11 \| Selena Gomez & Marshmello \| Wolves \| – \| |                                                  |                                                                |                                                  |                           |
| ← 2016 |                                                  |                                                                |                                                  | → 2018 →                  |
| Zeitraum | Wo. ges.                                         | Interpret                                                      | Titel Autor(en)                                  | Zusätzliche Informationen |
| (Zeitraum, Wochen auf Platz eins, Interpret, Titel, Autor[en], zusätzliche Informationen) |                                                  |                                                                |                                                  |                           |
| 3. September 2016 – 10. März 2017 27 Wochen (insgesamt 27) | 27                                               | The Chainsmokers feat. Halsey                                  | Closer                                           | –                         |
| 11. März 2017 – 17. März 2017 1 Woche (insgesamt 2) | 2                                                | The Chainsmokers                                               | Paris                                            | –                         |
| 18. März 2017 – 24. März 2017 1 Woche (insgesamt 25) | 25                                               | The Chainsmokers & Coldplay                                    | Something Just Like This                         | –                         |
| 25. März 2017 – 31. März 2017 1 Woche (insgesamt 2) | 2                                                | The Chainsmokers                                               | Paris                                            | –                         |
| 1. April 2017 – 5. Mai 2017 5 Wochen (insgesamt 25) | 25                                               | The Chainsmokers & Coldplay                                    | Something Just Like This                         | –                         |
| 6. Mai 2017 – 12. Mai 2017 1 Woche (insgesamt 7) | 7                                                | Zedd & Alessia Cara                                            | Stay                                             | –                         |
| 13. Mai 2017 – 9. Juni 2017 4 Wochen (insgesamt 25) | 25                                               | The Chainsmokers & Coldplay                                    | Something Just Like This                         | –                         |
| 10. Juni 2017 – 23. Juni 2017 2 Wochen (insgesamt 7) | 7                                                | Zedd & Alessia Cara                                            | Stay                                             | –                         |
| 24. Juni 2017 – 21. Juli 2017 4 Wochen (insgesamt 25) | 25                                               | The Chainsmokers & Coldplay                                    | Something Just Like This                         | –                         |
| 22. Juli 2017 – 18. August 2017 4 Wochen (insgesamt 7) | 7                                                | Zedd & Alessia Cara                                            | Stay                                             | –                         |
| 19. August 2017 – 8. September 2017 3 Wochen (insgesamt 25) | 25                                               | The Chainsmokers & Coldplay                                    | Something Just Like This                         | –                         |
| 9. September 2017 – 29. September 2017 3 Wochen (insgesamt 3) | 3                                                | Calvin Harris feat. Pharrell Williams, Katy Perry und Big Sean | Feels                                            | –                         |
| 30. September 2017 – 17. November 2017 7 Wochen (insgesamt 25) | 25                                               | The Chainsmokers & Coldplay                                    | Something Just Like This                         | –                         |
| 18. November 2017 – 24. November 2017 1 Woche (insgesamt 11) | 11                                               | Selena Gomez & Marshmello                                      | Wolves                                           | –                         |
| 25. November 2017 – 1. Dezember 2017 1 Woche (insgesamt 25) | 25                                               | The Chainsmokers & Coldplay                                    | Something Just Like This                         | –                         |
| 2. Dezember 2017 – 8. Dezember 2017 1 Woche (insgesamt 1) | 1                                                | Marshmello feat. Khalid                                        | Silence                                          | –                         |
| 9. Dezember 2017 – 9. Februar 2018 9 Wochen (insgesamt 11) | 11                                               | Selena Gomez & Marshmello                                      | Wolves                                           | –                         |

## Alben
| ← 2016 ← | Liste der Nummer-eins-Hits in den US-Dancecharts | Liste der Nummer-eins-Hits in den US-Dancecharts | Liste der Nummer-eins-Hits in den US-Dancecharts | 2018 →                    |
| \| Zeitraum \| Wo. ges. \| Interpret \| Titel Autor(en) \| Zusätzliche Informationen \| \| (Zeitraum, Wochen auf Platz eins, Interpret, Titel, Autor[en], zusätzliche Informationen) \| \| \| \| \| \| ----------------------------------------------------------------------------------------- \| -------- \| ---------------- \| ------------------------------------- \| ------------------------- \| \| 31. Dezember 2016 – 13. Januar 2017 2 Wochen (insgesamt 7) \| 7 \| Lindsey Stirling \| Brave Enough \| – \| \| 14. Januar 2016 – 27. Januar 2017 2 Wochen (insgesamt 14) \| 14 \| The Chainsmokers \| Collage \| – \| \| 28. Januar 2017 – 3. Februar 2017 1 Woche (insgesamt 1) \| 1 \| Diverse Künstler \| Now That’s What I Call a Workout 2017 \| – \| \| 4. Februar 2017 – 10. Februar 2017 1 Woche (insgesamt 1) \| 1 \| Bonobo \| Migration \| – \| \| 11. Februar 2017 – 24. Februar 2017 2 Wochen (insgesamt 14) \| 14 \| The Chainsmokers \| Collage \| – \| \| 25. Februar 2017 – 3. März 2017 1 Woche (insgesamt 145) \| 145 \| Lady Gaga \| The Fame \| – \| \| 4. März 2017 – 28. April 2017 8 Wochen (insgesamt 14) \| 14 \| The Chainsmokers \| Collage \| – \| \| 29. April 2017 – 21. Juli 2017 12 Wochen (insgesamt 46) \| 46 \| The Chainsmokers \| Memories…Do Not Open \| – \| \| 22. Juli 2017 – 29. September 2017 10 Wochen (insgesamt 17) \| 17 \| Calvin Harris \| Funk Wav Bounces Vol. 1 \| – \| \| 30. September 2017 – 6. Oktober 2017 1 Woche (insgesamt 1) \| 1 \| Odesza \| A Moment Apart \| – \| \| 7. Oktober 2017 – 3. November 2017 4 Wochen (insgesamt 17) \| 17 \| Calvin Harris \| Funk Wav Bounces Vol. 1 \| – \| \| 4. November 2017 – 10. November 2017 1 Woche (insgesamt 46) \| 46 \| The Chainsmokers \| Memories…Do Not Open \| – \| \| 11. November 2017 – 24. November 2017 2 Wochen (insgesamt 17) \| 17 \| Calvin Harris \| Funk Wav Bounces Vol. 1 \| – \| \| 25. November 2017 – 1. Dezember 2017 1 Woche (insgesamt 1) \| 1 \| Kygo \| Kids In Love \| – \| \| 2. Dezember 2017 – 8. Dezember 2017 1 Woche (insgesamt 17) \| 17 \| Calvin Harris \| Funk Wav Bounces Vol. 1 \| – \| \| 9. Dezember 2017 – 15. Dezember 2017 1 Woche (insgesamt 46) \| 46 \| The Chainsmokers \| Memories…Do Not Open \| – \| \| 16. Dezember 2017 – 22. Dezember 2017 1 Woche (insgesamt 1) \| 1 \| William Control \| Revelations the White (EP) \| – \| \| 23. Dezember 2017 – 9. Februar 2018 7 Wochen (insgesamt 46) \| 46 \| The Chainsmokers \| Memories…Do Not Open \| – \| |                                                  |                                                  |                                                  |                           |
| ← 2016 |                                                  |                                                  |                                                  | → 2018 →                  |
| Zeitraum | Wo. ges.                                         | Interpret                                        | Titel Autor(en)                                  | Zusätzliche Informationen |
| (Zeitraum, Wochen auf Platz eins, Interpret, Titel, Autor[en], zusätzliche Informationen) |                                                  |                                                  |                                                  |                           |
| 31. Dezember 2016 – 13. Januar 2017 2 Wochen (insgesamt 7) | 7                                                | Lindsey Stirling                                 | Brave Enough                                     | –                         |
| 14. Januar 2016 – 27. Januar 2017 2 Wochen (insgesamt 14) | 14                                               | The Chainsmokers                                 | Collage                                          | –                         |
| 28. Januar 2017 – 3. Februar 2017 1 Woche (insgesamt 1) | 1                                                | Diverse Künstler                                 | Now That’s What I Call a Workout 2017            | –                         |
| 4. Februar 2017 – 10. Februar 2017 1 Woche (insgesamt 1) | 1                                                | Bonobo                                           | Migration                                        | –                         |
| 11. Februar 2017 – 24. Februar 2017 2 Wochen (insgesamt 14) | 14                                               | The Chainsmokers                                 | Collage                                          | –                         |
| 25. Februar 2017 – 3. März 2017 1 Woche (insgesamt 145) | 145                                              | Lady Gaga                                        | The Fame                                         | –                         |
| 4. März 2017 – 28. April 2017 8 Wochen (insgesamt 14) | 14                                               | The Chainsmokers                                 | Collage                                          | –                         |
| 29. April 2017 – 21. Juli 2017 12 Wochen (insgesamt 46) | 46                                               | The Chainsmokers                                 | Memories…Do Not Open                             | –                         |
| 22. Juli 2017 – 29. September 2017 10 Wochen (insgesamt 17) | 17                                               | Calvin Harris                                    | Funk Wav Bounces Vol. 1                          | –                         |
| 30. September 2017 – 6. Oktober 2017 1 Woche (insgesamt 1) | 1                                                | Odesza                                           | A Moment Apart                                   | –                         |
| 7. Oktober 2017 – 3. November 2017 4 Wochen (insgesamt 17) | 17                                               | Calvin Harris                                    | Funk Wav Bounces Vol. 1                          | –                         |
| 4. November 2017 – 10. November 2017 1 Woche (insgesamt 46) | 46                                               | The Chainsmokers                                 | Memories…Do Not Open                             | –                         |
| 11. November 2017 – 24. November 2017 2 Wochen (insgesamt 17) | 17                                               | Calvin Harris                                    | Funk Wav Bounces Vol. 1                          | –                         |
| 25. November 2017 – 1. Dezember 2017 1 Woche (insgesamt 1) | 1                                                | Kygo                                             | Kids In Love                                     | –                         |
| 2. Dezember 2017 – 8. Dezember 2017 1 Woche (insgesamt 17) | 17                                               | Calvin Harris                                    | Funk Wav Bounces Vol. 1                          | –                         |
| 9. Dezember 2017 – 15. Dezember 2017 1 Woche (insgesamt 46) | 46                                               | The Chainsmokers                                 | Memories…Do Not Open                             | –                         |
| 16. Dezember 2017 – 22. Dezember 2017 1 Woche (insgesamt 1) | 1                                                | William Control                                  | Revelations the White (EP)                       | –                         |
| 23. Dezember 2017 – 9. Februar 2018 7 Wochen (insgesamt 46) | 46                                               | The Chainsmokers                                 | Memories…Do Not Open                             | –                         |